# Jennifer Breitrück
Jennifer Breitrück (Frechen, 1984. április 30. –) német színésznő.

## Élete
Leverkusenben nőtt fel, és ott is érettségizett. 2004-től 2008-ig a Folkwang Művészeti Egyetemen színészetet tanult.
Számos helyen játszott, mint például: Theater Bielefeld, Schauspielhaus Bochum, Gandersheimi Ünnepi Játékok, Wuppertaler Bühnen,  Theater Osnabrück, berlini Grips-Theater. Ez utóbbi helyen többek közt a Musical Linie 1 című darabban a leányt játszotta, a Lilly unter den Linden címűben pedig a címszerepet. A ZDF Wege zum Glück című telenovellájában Paula Bergmann szerepét játszotta a 722-789-ik részekben. A Charly – Majom a családban című sorozat Das Glück der anderen epizódjában az epizódfőszereplőt alakította.

## Fordítás
Ez a szócikk részben vagy egészben  a   Jennifer Breitrück című német Wikipédia-szócikk ezen változatának fordításán alapul.  Az eredeti cikk szerkesztőit annak laptörténete sorolja fel. Ez a jelzés csupán a megfogalmazás eredetét és a szerzői jogokat jelzi, nem szolgál a cikkben szereplő információk forrásmegjelöléseként.